# 남이 장군 사당제
남이 장군 사당제(南怡 將軍 祠堂祭)는 서울특별시 용산구 용문동 106번지에 있는 남이 장군 사당에서 열리는 제례의식이다. 2000년 초부터 서울시 대표축제의 하나로서 해마다 사당을 중심으로 1년에 한번씩 대제를 올리고 있다.

## 개요
남이 장군은 세종 23년(1441)에 태어나 17세에 무과에 합격하고, 26세에 이시애의 난과 여진족을 격퇴하여 병조판서에 올랐으나 유자광의 모함으로 27세의 젊은 나이로 참수를 당하였다. 남이장군사당제는 남아의 기개를 펴보지 못하고 형장의 이슬로 사라진 장군의 생을 안타깝게 여겨 그의 원혼을 달래주고, 충절을 기리고자 약 300년 전에 사당을 지은 후 해마다 지내는 제사이다. 특히 10월 1일에는 전야제를 비롯하여 큰 굿을 벌이면서 주민들이 근심, 걱정 해소와 쾌복을 빌어 자연스럽게 이 지역의 민속신앙으로 굳어지게 되었다.
남이 장군 사당제가 시작되면 걸립패들이 농악을 울리며 집집마다 방문하여 당제와 당굿에 소요되는 경비를 마련하는데, 농악대의 단순한 걸립이라기보다는 무녀가 참여하여 집집마다 축원을 해주는 마을돌기굿에 해당하는 신앙성이 강한 의례이다. 예전의 당굿에서는 꽃을 당집에 모셨다가 본당으로 모셔오는 영신의례로 꽃받기가 있었으나, 현재는 꽃등렬 행사로 발전하여 산천동 당집에서 사당까지 행진하고 사당에서 제를 올린다. 남이장군사당제는 악공들의 제례음악에 맞추어 유식제례로 지내고 이어 무굿이 진행되는데, 강릉단오제나 은산별신제와 그 형태가 비슷하다. 다만 장군행렬은 신꽃을 들고 마을을 한바퀴 돌아오는 것이 사실상 신의 마을 행차에 해당되는 것이다.
현대에 이르러 마을굿이 사라져 가는 실정에서 남이장군 사당제는 원형 그대로의 모습을 보존하고 있다는데 그 의의가 있으며, 주민들의 적극적인 협력과 참여로 축제성을 띤 마을제의로 자리잡고 있다.

## 남이 장군 사당
걸립(乞粒)은 용문동 전 지역을 대상으로 실시하며, 당제(堂祭)ㆍ당굿ㆍ사례제는 사당 경내에서 실시한다. 당은 대지 89평에 건평 10평 크기의 3칸 한와(韓瓦)이며 당 입구 전면에 사당이 있다. 당의 유래는 남이장군이 이곳 용산에서 모병을 해서 훈련시켰고 또 한강변 새남터에서 장군이 참화를 당했기 때문에 이곳에 당을 세운 것이라 한다. 원래 당은 원효로2가 당고개라는 거제산에 있었는데, 약 백여 년 전에 장군이 현몽해서 현 위치로 옮겼다고 한다. 당 내부에는 남이장군상을 비롯해서 부군대감내외상·최영장군상·정추정씨와 부인상·산신령내외분·토지관장(土地官長)님·천신대감상(天神大監像)·맹인내외상(盲人內外像) 등 각종 무속화(巫俗畫)가 걸려 있다.

## 제례
제물은 제사 3일 전 제주(祭主)가 당에다 신에게 바치는 술인 '조라'를 모신다. 조라는 정결한 쌀 3되 3홉을 쪄서 누룩을 버무려 물을 섞어 단지에 넣는다. 제물은 메·떡·술·과실·포·채소·탕 등을 준비하며, 떡은 붉은팥을 넣은 시루떡으로 쌀 3되 3홉을 시루에 쪄서 통시루로 바친다. 당굿에는 돼지 한 마리를 바치며 굿상은 또 따로 마련한다. 제일(祭日)은 4월 1일, 10월 1일이며, 3년마다 4월 1일에 대규모의 당제를 지내고 굿을 하였으나, 현재는 10월에 대제와 당굿을 한다.
제관 선정은 제일 10일 전에 생기복덕(生氣福德)을 보아서 원로 두사람을 뽑는다. 두 사람 중 한 사람은 제주이고 한 사람은 집사(執事)가 된다. 제주는 당제를 주관한다. 대제 때는 화주(化主) 12명을 선정하는데 이들이 제주가 된다.

## 절차
제의절차는 제사 3일 전부터 걸립을 한다. 당의 느름기를 앞세우고 걸립패가 풍물을 울리면 동네 유지와 제관이 뒤따르며 추렴한다. 가정에서는 꽃반이라 하여 작은 소반 위에 창호지를 깔고 밥 한 그릇을 놓고 숟가락을 꽂고 실을 숟가락에 감거나 또는 식구 수대로 실타래를 놓고 옆에 쌀과 돈을 놓으며 집안의 무병장수를 기원한다. 걸립이 끝나면 '꽃받이'라 하여 이곳의 꽃(紙花, 연꽃)을 산천동 부군당에 놓고 그곳의 꽃을 받아온다. 그것은 산천동 부군당이 장군의 부인을 모신 당이기 때문이라고 하며, 부인을 초빙한 뒤 사당제를 지낸다.
제의(祭儀)는 일동재배ㆍ초헌ㆍ아헌ㆍ종헌ㆍ독축ㆍ첨작ㆍ일동재배로 유례(儒禮)의식으로 진행된다. 굿의 과정은 먼저 잡귀를 쫓아내기 위한 부정치기부터 시작한다. 이때는 무당 이외의 모든 사람들은 대문 밖으로 나갔다가 끝난 뒤에 들어온다. 굿을 할 때의 내림대는 잎이 달린 참나무를 사용하며 굵기는 손가락 정도이며 길이는 두자 정도로 창호지를 손잡이 쪽에 매단다. 굿의 순서는 가망청배·부정치기·호구거리·말명거리·조상거리·상산거리·별상거리·대감거리·창부거리·제석거리·군웅거리·황제푸리·뒷전 순이다. 굿이 끝나면 마을 사람들은 무복(巫服)을 입고 신춤을 추는 즉, '무감'을 하며 여흥을 즐긴다.

### 사례제
다음날(전에는 3일 뒤) 사례제(謝禮祭)를 실시한다. 제주와 화주 그리고 마을 어른들이 당에 모여 잡인이 경내에 들어왔음을 사죄하고 무사히 지내게 되어 고맙다는 뜻을 고하게 된다. 사례제가 끝나면 제물을 내려 대동잔치를 열게 된다. 사례제 때의 제물은 예전에는 따로 준비했으나 요즈음에는 대제 때의 음식을 올린다. 대제가 끝난 뒤 제관과 임원 몇 분이 화성시 비봉면 남전리에 있는 남이장군묘에 가서 간단히 제를 올리고 온다. 이 제사에서 신성과 세속이 함께 어울려짐을 느낄 수 있고 이 가운데서 지역적인 공동체의식을 강화시키는 의의가 있음을 볼 수 있다.

## 같이 보기
- 남이

## 참고 문헌
- 남이장군사당제 - 국가유산청 국가유산포털
- 본 문서에는 서울특별시에서 지식공유 프로젝트를 통해 퍼블릭 도메인으로 공개한 저작물을 기초로 작성된 내용이 포함되어 있습니다.
- 남이 장군 사당 소개 (블로그)